# Billy Bragg
Stephen William „Billy” Bragg (ur. 20 grudnia 1957 roku) – brytyjski muzyk i twórca tekstów oraz aktywista ruchu robotniczego. Jego muzyka zawiera elementy gatunków: folk, punk rock, protest songów. Liryka oparta jest zwykle na tematach polityki oraz miłości.